# Marcel Deschambault
Marcel Deschambault (né le 29 octobre 1916 et mort le 11 juin 1969) est un comptable et homme politique fédéral du Québec.

## Biographie
Né à Saint-Jérôme dans la région des Laurentides, il devient député du Parti progressiste-conservateur du Canada dans la circonscription fédérale de Terrebonne en 1958. Il avait précédemment été défait par le libéral Raymond Raymond en 1957. Sa carrière prend fin en 1962, alors qu'il est défait par le libéral Léo Cadieux.